# Tina Lawton
Christine Elizabeth „Tina“ Lawton (geboren am 23. März 1944 in Adelaide, Südaustralien; gestorben am 24. Dezember 1968 am Mount Longonot, Kenia) war eine australische Folksängerin. Sie veröffentlichte drei Alben. Im Alter von 24 Jahren kam sie bei einem Flugzeugabsturz ums Leben.

## Leben

### Werdegang
Lawton war das fünfte Kind einer musikalischen Familie. Sie wuchs mit vier Schwestern und einem Bruder in Hawthorn, einem Vorort von Adelaide, auf. Bereits in ihrer Jugend lernte sie eher unwillig Geige und Klavier zu spielen, fiel aber früh durch ihre Gesangs- und Zeichenkünste auf. Nach Abschluss der Schule begann Lawton 1961 ein Kunststudium an der South Australian School of Arts und sang parallel dazu, wie bereits vorher, im Kirchenchor. Zugleich folgte sie ihren Geschwistern in die sich Anfang der 1960er-Jahre entwickelnde Folkszene Adelaides, wo sie sich eine führende Stellung erarbeiten konnte.

### Nationale Karriere
Während eines Urlaubs in Victor Harbor fiel Lawton bei der Teilnahme an einem Wohltätigkeitskonzert dem Fernsehmoderator Roger Cardwell auf, der sie in seine Musiksendung einlud. Sie wurde dort regelmäßiger Gast und konnte mit ihrer klassisch ausgebildeten Stimme und den vorgetragenen traditionellen Folksongs britischer Prägung einen Kontrapunkt zur ansonsten vorherrschenden Country- und Western-Musik setzen. In der Folge war sie häufig auch in anderen Musiksendungen des australischen Fernsehens zu hören und sehen. Hinzu kamen zunächst regional, später landesweit Live-Auftritte. Lawton nahm Gesangsunterricht am Elder Conservatorium der Universität Adelaide und begann eigene Stücke zu schreiben.
1965 erhielt Lawton mit ihrem Trio, dem noch der Flötist David Cubbin sowie Huw Jones an der Welsh Harp angehörten, eine zur besten Sendezeit ausgestrahlte eigene Musiksendung, The Tina Lawton Interludes. Ebenfalls 1965 erschien bei CBS Records ihr erstes Musikalbum, dem binnen eines guten Jahres zwei weitere folgten.

### Auftritte und Kriegserlebnisse in Südostasien
Schließlich erhielt Lawton von den australischen Streitkräften das Angebot, gemeinsam mit Tim McNamara und Lee Gallagher eine Kurztour nach Südvietnam zu unternehmen, um dort im Rahmen der Truppenbetreuung vor Soldaten aufzutreten, die im Vietnamkrieg im Einsatz waren. Da sie mehrfach bei Anti-Kriegsveranstaltungen gespielt hatte, wurde Lawton aus ihrem Umfeld Opportunismus vorgeworfen. In Vietnam wurde sie Zeugin der gewaltsamen Niederschlagung von Protesten und der Selbstverbrennung buddhistischer Mönche sowie von Strömen von Kriegsflüchtlingen. Hier waren es vor allem die heimatlos gewordenen Kinder, deren Leben ihr weiteres Leben beeinflusste.
Mitte 1967 begab sich Lawton auf eine Konzerttournee nach Singapur, Malaysia, Bangkok, Manila und Vietnam. Nachdem der Vertrag überraschend aufgelöst worden und sie Ende Juli mittellos in Saigon gestrandet war, nahm sie kurzfristig ein Angebot der US-amerikanischen Armee an, in verschiedenen Militärkrankenhäusern in Vietnam, Japan, Bangkok, auf den Philippinen und auf Guam aufzutreten.

### Rückzug aus dem Musikgeschäft
Im Oktober 1967 wieder in Saigon angekommen, war Lawton physisch wie emotional am Ende ihrer Kräfte. Sie entschloss sich dazu, zunächst nicht nach Australien zurückzukehren. Über Abstecher nach Indien, Griechenland, Italien und London landete Lawton schließlich im Dezember 1967 in Schottland. An der Glasgow School of Art nahm sie ihr in Australien abgebrochenes Kunststudium wieder auf und schrieb sich in der Abteilung für Kunstdruck ein.
Lawtons musikalische Fähigkeiten waren zunächst nur ihrem engeren Umfeld bekannt, sickerten aber letztlich doch durch. Es kam zu einzelnen Auftritten in der lokalen Club-Szene, gelegentlich auch in Radio- und Fernsehsendungen. Sie kam in dieser Zeit auch wieder in Kontakt zu Folkgrößen wie Peter, Paul and Mary (mit Peter Yarrow war sie schon seit längerem befreundet gewesen) oder Nina & Frederik, lehnte aber Angebote, erneut ins professionelle Musikgeschäft einzusteigen, konsequent ab. Beeinflusst durch die in Vietnam gemachten Erfahrungen sei sie zu dem Schluss gekommen, dass sie sich künstlerisch besser durch ihre Bilder ausdrücken könne. Sie beabsichtigte, nach Abschluss des Studiums in ihr Heimatland zurückzukehren, um sich von dort aus für vietnamesische Waisenkinder einzusetzen. Die meisten der in Glasgow entstandenen Zeichnungen und Lithographien waren erkennbar durch Lawtons Kriegserlebnisse geprägt.

### Tod
Im Spätherbst 1968 erhielt Lawton von Graham Wright, einem Freund aus Adelaide, der mittlerweile als Pilot in Afrika arbeitete, das Angebot, ihn über die Weihnachtszeit in Kenia zu besuchen. Lawton nahm an und traf am 22. Dezember in der Hauptstadt Nairobi ein. Nach einem zweitägigen Aufenthalt machten sich beide, gemeinsam mit einem weiteren Freund, mit einem Kleinflugzeug vom Typ Comanche in Richtung des Baringosees auf, um dort die Feiertage zu verbringen. Die Maschine kam am Zielort nicht an, am 28. Dezember erreichte eine Suchmannschaft das Wrack der abgestürzten Maschine mit den drei Toten im Krater des Mount Longonot. Aufgrund der Unzugänglichkeit des Gebietes wurden die Leichen vor Ort bestattet, später wurde am Rande des Kraters ein Gedenkstein errichtet. Untersuchungen führten zur Vermutung, dass der Pilot von der untergehenden Sonne geblendet worden war.

## Postumes
1974 veröffentlichte Lawtons Mutter Kathleen eine Biographie ihrer Tochter, der sie den Titel The singing bird (englisch für Der singende Vogel) gab. Sowohl die Art Gallery of South Australia als auch die National Gallery of Australia besitzen Druckgraphiken von Lawton. Für ihre rund zehn Jahre nach ihrem Tode geborene Nichte Jo Lawry wurden Lawtons musikalische Werke zum frühen Einfluss für die Entwicklung zu einer erfolgreichen Sängerin und Songschreiberin. Selbst in ihrem Heimatland gilt Lawton weitgehend als vergessen, ihre Alben sind nicht als CD neu aufgelegt worden.

## Diskographie
- 1965: Tina Lawton
- 1966: Singing Bird
- 1967: Fair and Tender